# VENOM Strikes Back
VENOM Strikes Back, chiamato anche MASK 3 o MASK III su schermo, è un videogioco tratto dalla serie animata M.A.S.K., pubblicato nel 1988 per gli home computer Amstrad CPC, Commodore 64, MSX e ZX Spectrum dalla Gremlin Graphics. È l'ultimo titolo di una serie, dopo MASK e MASK II, e l'unico di genere piattaforme. Il terzo gioco in pratica ha poco a che vedere con la serie animata. Di solito ricevette giudizi discreti o buoni dalla critica, in tutte le versioni, venendo spesso considerato il migliore della trilogia.

## Trama
Come nell'originaria serie di cartoni animati e giocattoli, MASK è un corpo di agenti speciali dotati di attrezzature fantascientifiche, in lotta contro l'organizzazione criminale VENOM. Qui tuttavia si controlla solo il personaggio di Matt Trakker e sono assenti i veicoli tipici della saga. Le istruzioni cartacee, sotto forma di un breve fumetto, spiegano che Matt Trakker deve liberare suo figlio Scott, prigioniero in una base VENOM sulla luna. Per raggiungerlo deve affrontare molti nuovi armamenti automatizzati di VENOM e sfruttare un sistema di trasporto nemico per arrivare sulla luna. Prima attraversa paesaggi, basi e caverne terrestri, infine paesaggi e basi lunari.

## Modalità di gioco
Si controlla Trakker a piedi, in tuta spaziale, e si deve attraversare un percorso lineare a piattaforme, combattendo nemici ed evitando di cadere nei fossati. La visuale è bidimensionale di lato, nella versione Commodore 64 con scorrimento orizzontale, mentre nelle altre (tra loro molto simili) si passa da una schermata fissa all'altra. È possibile anche tornare indietro, ma l'obiettivo è sempre avanzare verso destra.
Trakker corre, salta, si acquatta, e spara in orizzontale con munizioni limitate. Ha una riserva di energia vitale per sopportare gli attacchi nemici, ma la morte è istantanea se si cade nei fossati. Su Commodore 64 si dispone anche di più vite, mentre nelle altre versioni se ne ha soltanto una. Si possono raccogliere dei power-up, rappresentati da diverse icone di caschi su Commodore 64 e di lettere nelle altre versioni, che vengono inseriti in un inventario di fino a quattro icone, selezionabili dal giocatore con la tastiera. Ogni potenziamento ha inizialmente 99 cariche e si consuma con l'utilizzo. Essi includono due tipi di arma, invincibilità, volo e ricarica dell'energia.
I vari nemici che si incontrano comprendono principalmente postazioni di cannone, missili, palle chiodate, robot, ponti retrattili, oggetti che piovono dal cielo. I punti di arrivo delle tappe sono delle porte scorrevoli. Avanzando nei livelli si ottengono password per ricominciare le partite dagli stessi punti.